# Centaurea razdorskyi
Centaurea razdorskyi là một loài thực vật có hoa trong họ Cúc. Loài này được Karjagin ex Sosn. mô tả khoa học đầu tiên năm 1963.